# 舞台老妈
《舞台老妈》（英語：Stage Mother）是一部于2020年上映的包含变装主题在内的加拿大LGBT歌舞喜剧电影。该片由汤姆·菲茨杰拉德执导并由布拉德·亨尼格（Brad Hennig）担任编剧，参与演出的主演演员有贾姬·威佛、刘玉玲、阿德里安·格兰尼、米亚·泰勒和杰基·比特等人。

## 劇情
梅碧林是德克萨斯州一所保守教堂的唱诗班指导，某天她继承了由其儿子创建的位于旧金山的一间变装俱乐部；梅碧林在其儿子出柜之后便与他的关系疏远了。

## 票房
《舞台老妈》在英国开画当周拿到了24,736美元的票房。

## 奖项
| 颁奖年 | 电影节 / 电影奖      | 类别             | 被提名人  | 结果 | 备注  |
| ------ | -------------------- | ---------------- | --------- | ---- | ----- |
| 2020年 | “出”色电影节         | 观众奖最佳故事片 | 不適用    | 獲獎 | [ 5 ] |
| 2020年 | 棕榈泉国际电影节     | 观众票选最佳电影 | 不適用    | 獲獎 | [ 5 ] |
| 2019年 | 普罗旺斯顿国际电影节 | 后浪奖           | 米亚·泰勒 | 獲獎 | [ 5 ] |